# General Atomics MQ-1 Predator
General Atomics MQ-1 Predator je američka bespilotna letjelica namijenjena izviđanju i napadima na zemaljske ciljeve pomoću dva AGM-114 Hellfire projektila.

## Tehničke karakteristike
Izvori podataka: United States Air Force 
Osnovne karakteristike
- dužina: 8,22 m
- raspon krila: 16,8 m
- visina: 2,1 m

Letne karakteristike
- najveća visina leta: 7.620
- motor: 1 x Rotax 914F

Naoružanje
- naoružanje: 2 x AGM-114 Hellfire